# Campeonato Mundial de Esquí Nórdico de 1927
El IV Campeonato Mundial de Esquí Nórdico se celebró en la localidad de Cortina d'Ampezzo (Italia) entre el 2 y el 5 de febrero de 1927 bajo la organización de la Federación Internacional de Esquí (FIS) y la Federación Italiana de Deportes de Invierno.

## Esquí de fondo
| Evento        | Oro                              | Plata                                  | Bronce                                 |
| ------------- | -------------------------------- | -------------------------------------- | -------------------------------------- |
| 18 km (03.02) | John Lindgren · Suecia · 1:23:55 | František Donth Checoslovaquia 1:29:42 | Viktor Schneider · Alemania · 1:30:47  |
| 50 km (05.02) | John Lindgren · Suecia · 4:11:52 | John Wikström · Suecia · 4:29:57       | František Donth Checoslovaquia 4:34:54 |

## Salto en esquí
| Evento                       | Oro                               | Plata                                  | Bronce                                 |
| ---------------------------- | --------------------------------- | -------------------------------------- | -------------------------------------- |
| Trampolín individual (02.02) | Tore Edman · Suecia · 18,420 pts. | Willen Dick Checoslovaquia 17,562 pts. | Bertil Carlsson · Suecia · 17,433 pts. |

## Combinada nórdica
| Evento             | Oro                                  | Plata                                | Bronce                                |
| ------------------ | ------------------------------------ | ------------------------------------ | ------------------------------------- |
| Individual (02.02) | Rudolf Burkert Checoslovaquia 17,947 | Otakar Německý Checoslovaquia 17,645 | František Wende Checoslovaquia 17,489 |

## Medallero
| Núm. | País           | Oro | Plata | Bronce | Total |
| ---- | -------------- | --- | ----- | ------ | ----- |
| 1    | Suecia         | 3   | 1     | 1      | 5     |
| 2    | Checoslovaquia | 1   | 3     | 2      | 6     |
| 3    | Alemania       | 0   | 0     | 1      | 1     |
|      | TOTAL          | 4   | 4     | 4      | 12    |